# Mound City (Dakota del Sur)
Mound City es un pueblo ubicado en el condado de Campbell en el estado estadounidense de Dakota del Sur. En el Censo de 2010 tenía una población de 71 habitantes y una densidad poblacional de 215,85 personas por km².

## Geografía
Mound City se encuentra ubicado en las coordenadas 45°43′34″N 100°4′8″O / 45.72611, -100.06889. Según la Oficina del Censo de los Estados Unidos, Mound City tiene una superficie total de 0.33 km², de la cual 0.33 km² corresponden a tierra firme y (0%) 0 km² es agua.

## Demografía
Según el censo de 2010, había 71 personas residiendo en Mound City. La densidad de población era de 215,85 hab./km². De los 71 habitantes, Mound City estaba compuesto por el 98.59% blancos, el 0% eran afroamericanos, el 0% eran amerindios, el 0% eran asiáticos, el 0% eran isleños del Pacífico, el 0% eran de otras razas y el 1.41% pertenecían a dos o más razas. Del total de la población el 0% eran hispanos o latinos de cualquier raza.